# Мисливці майбутнього
«Мисливці майбутнього» (англ. Future Hunters) — американо-філіппінський постапокаліптичний бойовик 1986 р. режисера Сіріо Сантьяго. Головні ролі виконували Роберт Патрік і Лінда Керол.
Теглайн: «Коли випадкова зустріч стає смертельною пригодою».

## Сюжет
2025 рік. Давно відбулися всесвітня ядерна війна, руйнування і смерть мільярдів людей. Одинокий авантюрист шукає постядерний пустир для найруйнівнішого безбожного артефакту в історії. При застовуванні пристрою він транспортується в минуле у Лос-Анджелес 1989 року. Але чоловік отримує смертельне поранення під час подорожі крізь час і тільки встигає захистити від нападу молодика та його подружку і передати їм свою місію: «Ви повинні розшукати Спис Вічності...». Героям доводиться постійно відбиватися від нападників: карате і перестрілки, войовничі дикі племена і моторизовані банди.

## Ролі
- Роберт Патрік — Слейд
- Лінда Керол — Мішель
- Ед Крік — Філдінг
- Боб Шотт — Бавер
- Девід Лайт — Заар
- Пол Холмс — Хайтавер
- Пітер Шилтон — старик
- Урсула Маркес — королева амазонок
- Елізабет Оропеса — мисливиця
- Брюс Лі — Ліу

## Критика
Рейтинг фільму на сайті IMD — 4,4/10.